# 布鲁瓦西亚
布鲁瓦西亚（法語：Broissia，法語發音：[bʁwasja]）是法国汝拉省的一个市镇，属于隆斯勒索涅区。

## 地理
布鲁瓦西亚（46°21'35"N, 5°25'50"E）面积2.97 平方千米，位于法国勃艮第-弗朗什-孔泰大區汝拉省，该省份为法国东部内陆省份，北起上索恩省，西北接科多尔省，西临索恩-卢瓦尔省，南至安省，东与杜省和瑞士接壤。
与布鲁瓦西亚接壤的市镇（或旧市镇、城区）包括：蒙弗勒尔、瓦勒叙朗、蒙兰西亚。

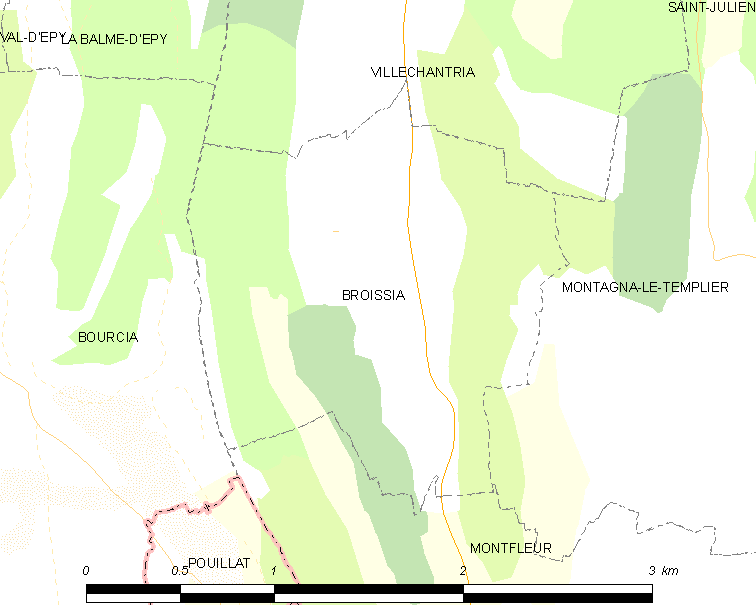
布鲁瓦西亚的OSM定位图

布鲁瓦西亚的时区为UTC+01:00、UTC+02:00（夏令时）。

## 行政
布鲁瓦西亚的邮政编码为39320，INSEE市镇编码为39080。

## 政治
布鲁瓦西亚所属的省级选区为圣阿穆尔县。

## 人口

1962-2008年间布鲁瓦西亚人口变化图示

布鲁瓦西亚于2022年1月1日时的人口数量为57人。